# Fågelkriget
Fågelkriget, även Oliver och Olivia, (danska: Fuglekrigen i Kanøfleskoven) är en dansk-svensk animerad film från 1991 i regi av Jannik Hastrup efter ett manus av Bent Haller och Jannik Hastrup baserad på boken Fuglekrigen av Bent Haller från 1979.

## Handling
De föräldralösa fågelungarna Oliver och Olivia tas omhand av gråsparven Betty. Oliver bestämmer sig för att ta upp kampen med den elake rovfågeln Fagin som är alla smådjurs skräck. Oliver och Olivia försöker, tillsammans med råttorna Ingolf och Frederik, att lura in Fagin i en fälla.

## Rollista
| Roll             | Dansk röst                                                             | Svensk röst        |
| ---------------- | ---------------------------------------------------------------------- | ------------------ |
| Oliver som liten | Emil Tardini                                                           | Ludvig Bell        |
| Oliver som stor  | Lars Jonsson                                                           | Johan Randquist    |
| Olivia som liten | Anne-Sofie Bredesen                                                    | Cecilia Schiöld    |
| Olivia som stor  | Barbara Rothenborg Topsøe                                              | Cecilia Schiöld    |
| Walther (ugglan) | Tommy Kenter                                                           | Peter Harryson     |
| Betty            | Lisbet Dahl                                                            | Claire Wikholm     |
| Frederik         | Tine Karrebæk                                                          | Claes Månsson      |
| Ingolf           | Kasper Stilling Fønss                                                  | Magnus Ehrner      |
| Armstrong        | Per Pallesen                                                           | Tomas von Brömssen |
| Fagin            | Claus Ryskjær                                                          | Jan Blomberg       |
| skathonan        | Anne Marie Helger                                                      | Maria Ericson      |
| skathanen        | Ove Sprogøe                                                            | Rolf Skoglund      |
| duvan            | Vigga Bro                                                              | Margreth Weivers   |
| papegojan        | Pernille Hansen                                                        |                    |
| gatfåglar        | Helle Ryslinge Per Tønnes Nielsen                                      |                    |
| sångröst         | Søren Kragh-Jacobsen Misen Larsen Ann Farholt Povl Dissing Eva Laumann |                    |

- Svensk ljudtekniker — Lars Haglund, Pelle Berglund
- Svensk redigering och röstregi — Per-Arne Ehlin[6]